# Promec Televisión
Promec Televisión (acrónimo de Corporación Promotora de Medios de Comunicación Social) fue una programadora de televisión colombiana que se operó entre 1972 y 1991.

## Historia
Fue fundada en octubre de 1972 por varios empresarios que incluían a Humberto Arbeláez y Jorge Yarce, como una corporación sin ánimo de lucro. Entre sus programas exitosos estuvieron el docudrama Dialogando (1973-1989), y la serie Las Señoritas Gutiérrez. Promec Televisión fue una de las primeras programadoras en introducir en la televisión colombiana las series animadas japonesas (conocidas como el anime). 
A partir de 1979, Promec Televisión ha estado prestando equipos y servicios a otras programadoras (especialmente a Producciones Eduardo Lemaitre), coproduciendo programas como Revivamos Nuestra Historia, Valores Humanos y Todos contra Todos.
En 1984, Promec Televisión licitó por primera vez la programación especial de festivos, convirtiéndose en pionera en la programación de películas en esos días junto con Producciones Eduardo Lemaitre.
El 7 de enero de 1984 sale al aire el Noticiero Promec que es transmitido todos los sábados, domingos y festivos a las 8:00 p. m. por la Cadena 1. Este espacio informativo estuvo tres años al aire hasta el 29 de junio de 1987.
Para la licitación de 1987, adjudicaron a Promec Televisión de 6.5 horas a la semana pero tenían algunos horarios malos y regulares y sus espacios fueron también arrendados por decisión de Inravisión.
En enero de 1989, la programadora Jorge Barón Televisión fue la encargada de comercializar todos los espacios de la programadora hasta el 31 de diciembre de 1990.
Promec Televisión cerró sus operaciones en junio de 1991, debido a las deudas que acumulaba. La empresa todavía existe legalmente en la actualidad bajo el mismo nombre comercial según la Superintendencia de Sociedades y la Superintendencia de Industria y Comercio (SIC).